# Австралия на летних Олимпийских играх 1976
Австралия принимала участие в Летних Олимпийских играх 1976 года в Монреале (Канада) в восемнадцатый раз за свою историю, и завоевала одну серебряную и четыре бронзовые медали. Сборная страны состояла из 180 человек (146 мужчин, 34 женщины).

## Медалисты
| Медаль  | Спортсмен                                              | Вид спорта      | Дисциплина                     |
| ------- | ------------------------------------------------------ | --------------- | ------------------------------ |
| Серебро | Сборная                                                | Хоккей на траве | Мужчины                        |
| Бронза  | Джон Бертранд                                          | Парусный спорт  | Класс «Финн»                   |
| Бронза  | Ян Браун Ян Руфф                                       | Парусный спорт  | Класс «470»                    |
| Бронза  | Стефен Холланд                                         | Плавание        | Мужчины, 1500 м вольным стилем |
| Бронза  | Мервин Беннет Денис Пиготт Вэйн Ройкрофт Билл Ройкрофт | Конный спорт    | Командное троеборье            |

## Результаты соревнований

### Академическая гребля
В следующий раунд из каждого заезда проходили несколько лучших экипажей (в зависимости от дисциплины). В финал A выходили 6 сильнейших экипажей, ещё 6 экипажей, выбывших в полуфинале, распределяли места в малом финале B
Мужчины
| Соревнование | Спортсмены                | Предварительный заезд | Предварительный заезд | Предварительный заезд | Отборочный заезд | Отборочный заезд | Отборочный заезд | Полуфинал             | Полуфинал             | Полуфинал             | Финал                 | Финал                 | Итоговое место        |                       |
| Соревнование | Спортсмены                | Заезд                 | Время                 | Место                 | Заезд            | Время            | Место            | Заезд                 | Время                 | Место                 | Время                 | Место                 | Итоговое место        |                       |
| ------------ | ------------------------- | --------------------- | --------------------- | --------------------- | ---------------- | ---------------- | ---------------- | --------------------- | --------------------- | --------------------- | --------------------- | --------------------- | --------------------- | --------------------- |
| одиночки     | Эдвард Хейл               | 3                     | 7:20,11               | 2 Q                   | не участвовал    | не участвовал    | не участвовал    | 2                     | 7:16,64               | 6                     | Финал B               | Финал B               | 8                     |                       |
| одиночки     | Эдвард Хейл               | 3                     | 7:20,11               | 2 Q                   | не участвовал    | не участвовал    | не участвовал    | 2                     | 7:16,64               | 6                     | 7:58,86               | 2                     | 8                     |                       |
| двойки       | Иэн Люксфорд Крис Шиннерс | 2                     | 7:07,21               | 5                     | 1                | 7:06,18          | 4                | завершили выступление | завершили выступление | завершили выступление | завершили выступление | завершили выступление | завершили выступление | завершили выступление |